# 由紀さおり 音楽の宝石箱
由紀さおり 音楽の宝石箱（ゆきさおり うたのほうせきばこ）とは、FM NACK5（埼玉県）で、2015年10月から毎週日曜日の11:05 - 25にかけて放送されているトーク番組。録音放送。2025年4月現在では、『INNOCENT SALON』に内包されている。

## 概要
2015年10月に放送開始した、由紀さおりの冠番組。
番組パーソナリティの由紀が愛してやまない宝石の話や石言葉も紹介する。

## 内包先番組の変遷
- 2015年10月 - 2016年9月:『SUNDAY BIRDS -遊びの天才-』（パーソナリティ:ケイザブロー）
- 2016年10月 - 2022年3月:『びーさんぼーいず〜Be SUNDAY BOYS〜』（パーソナリティ:ケイザブロー、斉藤リョーツ）
- 2022年4月 - 2025年3月:『Sunday Audio Show〜アナと日曜のパーマ〜』（パーソナリティ:小林アナ、パーマ大佐）

## パーソナリティ
- 由紀さおり（歌手）

## その他
番組のラストには、内包先の番組のパーソナリティに対して一言コメントして終了する。その後、内包先の番組の本編でパーソナリティからその話題に受け答えることがある。
| スタブアイコン | サブスタブ | この項目は、まだ閲覧者の調べものの参照としては役立たない、ラジオ番組に関連した書きかけの項目です。この項目を加筆・訂正などしてくださる協力者を求めています（P:ラジオ/PJ:放送番組）。 |